# Belyj sneg
Belyj sneg (russisk: Белый снег) er en russisk spillefilm fra 2021 af Nikolaj Khomeriki.

## Medvirkende
- Olga Lerman som Jelena Vjalbe
- Fjodor Dobronravov som Viktor
- Nadezjda Markina som Militsa
- Anna Ukolova
- Aleksandr Ustjugov som Maksimych